# Lijst van nummer 1-albums in de Nederlandse Album Top 100 in 1987
Onderstaande albums stonden in 1987 op nummer 1 in de Nationale Totale Top 75, de voorloper van de huidige Nederlandse Album Top 100. Wekelijks verzamelde bureau Intomart gegevens voor het samenstellen van de lijst onder auspiciën van Buma/Stemra.
| Nummer | Datum        | Artiest                                 | Titel                                   | Opmerking                               |
| ------ | ------------ | --------------------------------------- | --------------------------------------- | --------------------------------------- |
|        | 3 januari    | geen Nationale Totale Top 75 verschenen | geen Nationale Totale Top 75 verschenen | geen Nationale Totale Top 75 verschenen |
| 240    | 10 januari   | Paul Simon                              | Graceland                               |                                         |
| 245    | 17 januari   | Diverse artiesten                       | Hits album 5                            | Verzamelalbum                           |
|        | 24 januari   | Diverse artiesten                       | Hits album 5                            | Verzamelalbum                           |
| 240    | 31 januari   | Paul Simon                              | Graceland                               |                                         |
|        | 7 februari   | Paul Simon                              | Graceland                               |                                         |
|        | 14 februari  | Paul Simon                              | Graceland                               |                                         |
|        | 21 februari  | Paul Simon                              | Graceland                               |                                         |
|        | 28 februari  | Paul Simon                              | Graceland                               |                                         |
|        | 7 maart      | Paul Simon                              | Graceland                               |                                         |
|        | 14 maart     | Paul Simon                              | Graceland                               |                                         |
| 246    | 21 maart     | U2                                      | The Joshua tree                         |                                         |
|        | 28 maart     | U2                                      | The Joshua tree                         |                                         |
|        | 4 april      | U2                                      | The Joshua tree                         |                                         |
|        | 11 april     | U2                                      | The Joshua tree                         |                                         |
|        | 18 april     | U2                                      | The Joshua tree                         |                                         |
|        | 25 april     | U2                                      | The Joshua tree                         |                                         |
|        | 2 mei        | U2                                      | The Joshua tree                         |                                         |
|        | 9 mei        | U2                                      | The Joshua tree                         |                                         |
|        | 16 mei       | U2                                      | The Joshua tree                         |                                         |
|        | 23 mei       | U2                                      | The Joshua tree                         |                                         |
|        | 30 mei       | U2                                      | The Joshua tree                         |                                         |
|        | 6 juni       | U2                                      | The Joshua tree                         |                                         |
| 247    | 13 juni      | Simple Minds                            | Live - In the city of light             |                                         |
| 248    | 20 juni      | Whitney Houston                         | Whitney                                 |                                         |
|        | 27 juni      | Whitney Houston                         | Whitney                                 |                                         |
|        | 4 juli       | Whitney Houston                         | Whitney                                 |                                         |
|        | 11 juli      | Whitney Houston                         | Whitney                                 |                                         |
|        | 18 juli      | Whitney Houston                         | Whitney                                 |                                         |
| 249    | 25 juli      | Robert Cray                             | Strong persuader                        |                                         |
|        | 1 augustus   | Robert Cray                             | Strong persuader                        |                                         |
| 250    | 8 augustus   | Madonna                                 | Who's that girl                         | Soundtrack                              |
| 249    | 15 augustus  | Robert Cray                             | Strong persuader                        |                                         |
|        | 22 augustus  | Robert Cray                             | Strong persuader                        |                                         |
|        | 29 augustus  | Robert Cray                             | Strong persuader                        |                                         |
|        | 5 september  | Robert Cray                             | Strong persuader                        |                                         |
| 251    | 12 september | Michael Jackson                         | Bad                                     |                                         |
|        | 19 september | Michael Jackson                         | Bad                                     |                                         |
|        | 26 september | Michael Jackson                         | Bad                                     |                                         |
|        | 3 oktober    | Michael Jackson                         | Bad                                     |                                         |
|        | 10 oktober   | Michael Jackson                         | Bad                                     |                                         |
|        | 17 oktober   | Michael Jackson                         | Bad                                     |                                         |
| 252    | 24 oktober   | BZN                                     | Visions                                 |                                         |
|        | 31 oktober   | BZN                                     | Visions                                 |                                         |
|        | 7 november   | BZN                                     | Visions                                 |                                         |
|        | 14 november  | BZN                                     | Visions                                 |                                         |
| 253    | 21 november  | George Michael                          | Faith                                   |                                         |
|        | 28 november  | George Michael                          | Faith                                   |                                         |
| 254    | 5 december   | Kinderen voor Kinderen                  | Kinderen voor Kinderen 8                |                                         |
|        | 12 december  | Kinderen voor Kinderen                  | Kinderen voor Kinderen 8                |                                         |
| 255    | 19 december  | UB40                                    | The best of - Volume one                | Verzamelalbum                           |
|        | 26 december  | UB40                                    | The best of - Volume one                | Verzamelalbum                           |